# 湘橋区
湘橋区（しょうきょうく）は中華人民共和国広東省潮州市に位置する市轄区。

## 行政区画
下部に5街道、4鎮を管轄する
- 街道
  - 太平街道、西新街道、橋東街道、城西街道、鳳新街道
- 鎮
  - 意渓鎮、磷渓鎮、鉄鋪鎮、官塘鎮

## 交通

### 道路

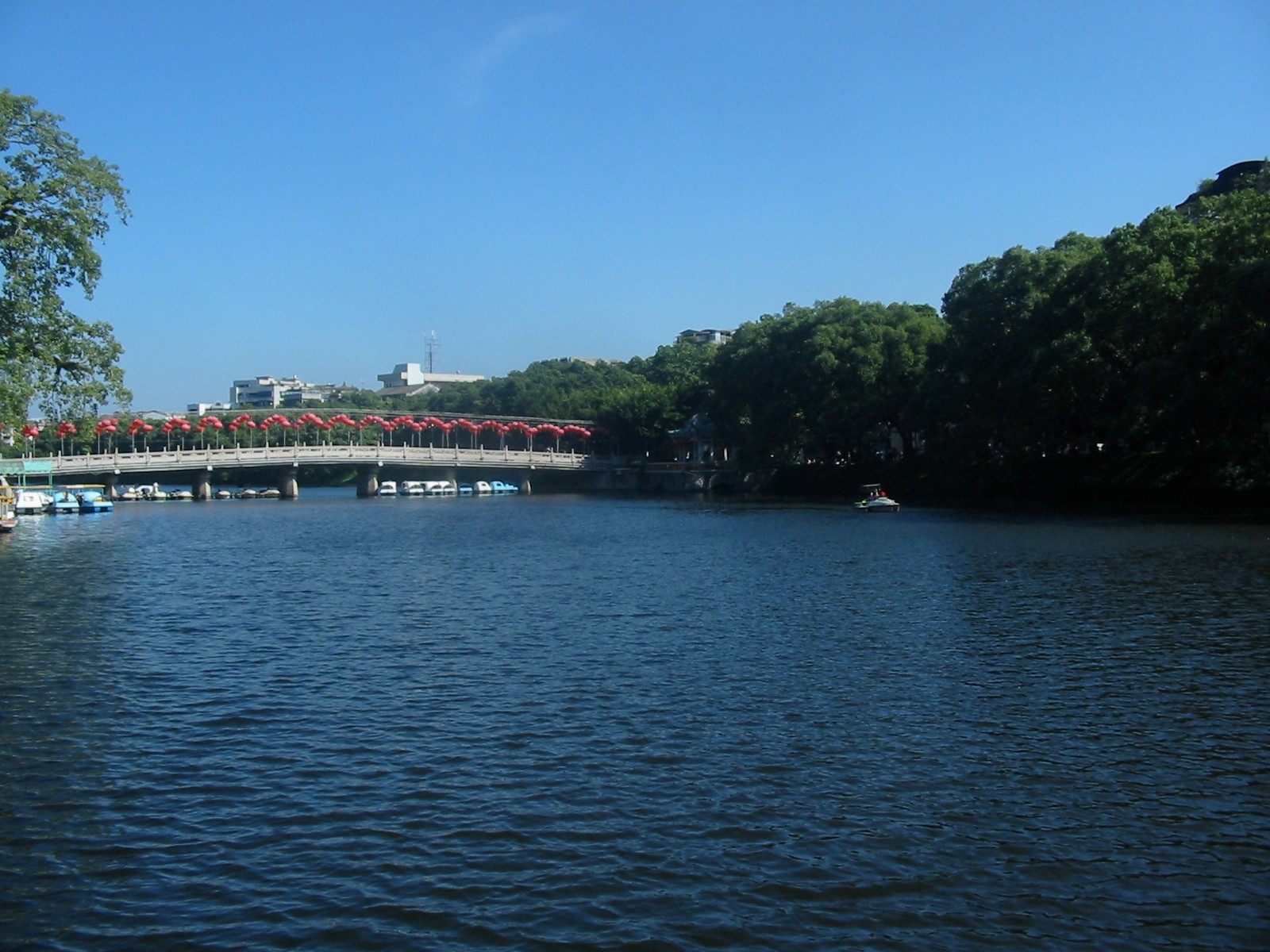
潮州西湖

- 高速道路
  - 瀋海高速道路
  - 甬莞高速道路